# London Assembly
London Assembly (Londonforsamlingen) er en folkevalgt institution som har opsyn med Greater Londons myndigheder.
Forsamlingen vælges fra 14 valgkredse, hver med én repræsentant, og derefter 11 andre medlemmer valgt fra partilister for at gøre det totale antal medlemmer valgt fra hvert parti proportionalt med partiets opslutning i hele London.

## Eksterne links
- Officielle hjemmeside